# Piotr Szumowski
Piotr Szumowski (ur. 1 sierpnia 1897 w Krzymoszach, zm. 23 października 1996 w Warszawie) – polski przedsiębiorca, działacz spółdzielczy, polityk, poseł na Sejm w II RP.

## Życiorys
Syn Franciszka i Zofii z Walczaków. Był członkiem POW w latach 1916–1918. Później, w latach 1918–1921 służył ochotniczo w Wojsku Polskim. 
Ukończył kursy spółdzielcze. Zdał maturę w 1922 roku. Od 1921 roku pracował w Spółdzielni Rolniczej w Siedlcach, później został dyrektorem tejże spółdzielni.
Należał do Centralnego Związku Młodzieży Wiejskiej „Siew”, był członkiem rady powiatowej w Siedlcach i prezydium lubelskiego okręgowego Związku Rewizyjnego Spółdzielni. Był też radnym miasta Siedlce, wiceprezesem Ochotniczej Straży Pożarnej, radcą i członkiem zarządu Izby Rolniczej. 
W 1935 roku został posłem IV kadencji (1935–1938) wybranym z listy państwowej 33 364 głosami z okręgu nr 39 (powiaty: siedlecki, sokołowski i węgrowski).
W 1938 roku został ponownie wybrany, z listy Obozu Zjednoczenia Narodowego, do Sejmu V kadencji (1938–1939).
Ożenił się w 1926 roku z Wandą Szubą.
Został pochowany na nowym cmentarzu na Służewie w Warszawie przy ul. Wałbrzyskiej.

## Ordery i odznaczenia
- Krzyż Oficerski Orderu Odrodzenia Polski (11 listopada 1937)[5]
- Medal Niepodległości (22 grudnia 1931)[6]
- Srebrny Krzyż Zasługi (9 listopada 1932)[7]
- Medal Pamiątkowy za Wojnę 1918–1921[1]